# Quatrième vague féministe

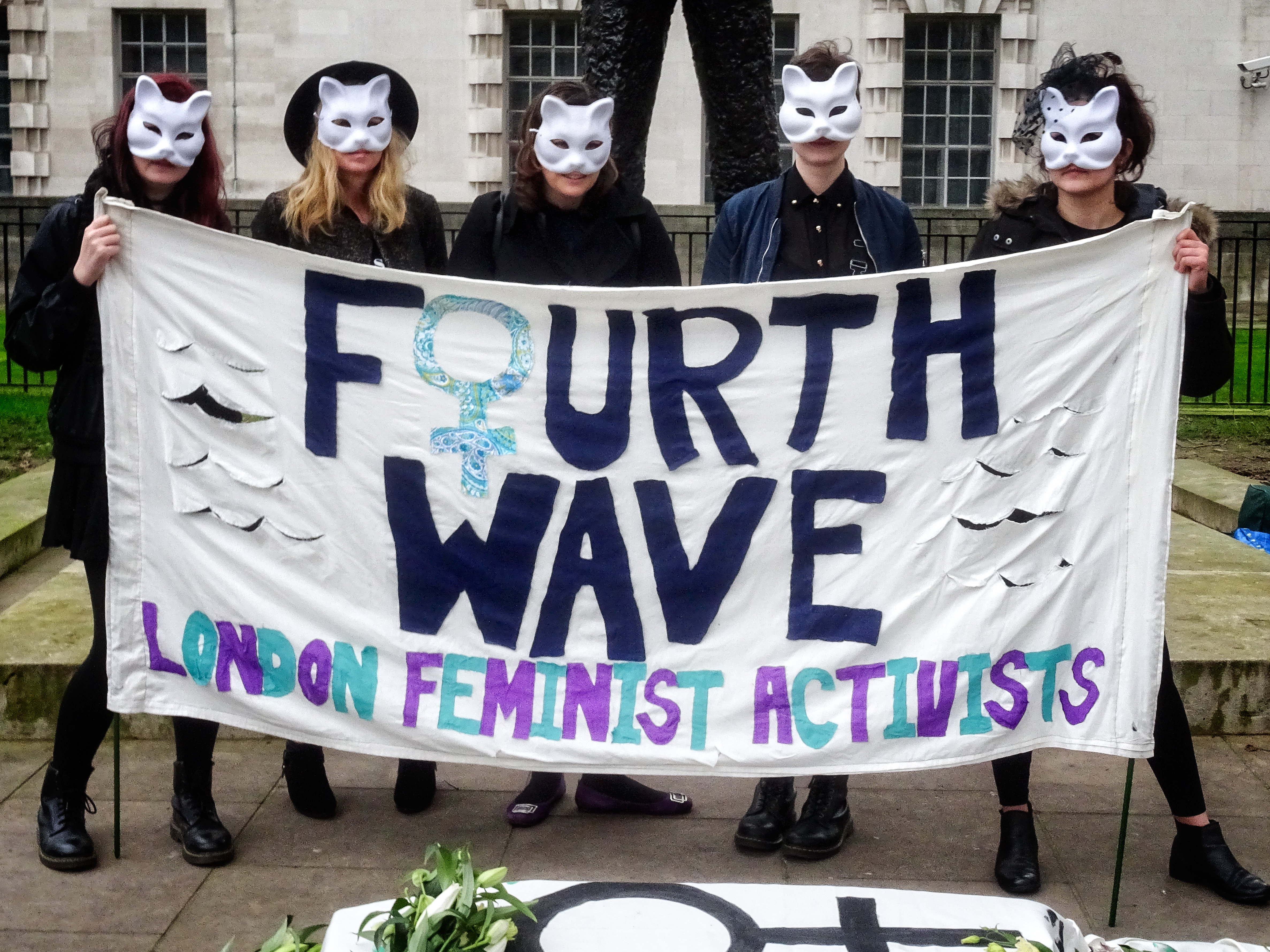
Des militants de la quatrième vague féministe à l'occasion de la Journée Internationale des femmes à Londres en 2017.

La quatrième vague féministe est la résurgence de l'intérêt pour le féminisme qui commence à se manifester autour de 2012. Elle est associée à l'utilisation des médias sociaux notamment Twitter. Les questions que se posent les féministes de la quatrième vague tournent surtout autour du harcèlement dans la rue et au travail, des agressions sexuelles sur les campus universitaires et de la culture du viol. Plusieurs scandales galvanisent le mouvement, notamment le viol collectif de New Delhi (2012), les allégations d'abus sexuels contre Jimmy Savile (2012) et, par la suite, contre Bill Cosby (2014) et Harvey Weinstein (2017) — dont l'affaire mène à l'effet Weinstein —, la tuerie d'Isla Vista (2014), le procès de Jian Ghomeshi (2016), les scandales sexuels de Westminster (2017), et finalement le mouvement #MeToo, ou #BalanceTonPorc en français (2017),.
Des exemples de campagnes menées par la quatrième vague féministe incluent le Everyday Sexism Project, Ni una menos ("Pas une de moins", en français), No More Page 3, Stop Bild Sexism, Mattress Performance (Carry That Weight), 10 Hours of Walking in NYC as a Woman, Free the Nipple, One Billion Rising, la marche des femmes en 2017 puis en 2018, mouvement Time's Up et dernièrement le mouvement des colleuses d'affiches anti-féminicides.

## Histoire
La quatrième vague féministe voit le jour dans les années 2000 en Europe et en Amérique latine, avec l'avènement d'Internet et l'essor des réseaux sociaux,. Elle émerge d'une nouvelle génération de femmes largement ignorantes de l'existence des vagues féministes précédentes. La quatrième vague féministe est déterminée par la technologie. Elle est caractérisée en particulier par l'utilisation de Facebook, Twitter, Instagram, YouTube, Tumblr et Twitter. Il y a alors démocratisation du féminisme, qui devient plus accessible et qui donne naissance au « hashtag féminisme ». Kira Cochrane, journaliste britannique, écrit en 2013 que les militants et les militantes de la quatrième vague sont soit des adolescents et adolescentes ou encore de jeunes adultes dans la vingtaine.
Lorsque Wendy Davis met en scène son filibuster de 13 heures au Texas en 2013 afin d'empêcher une loi sur l'avortement d'être adoptée, les femmes montrent rapidement leur soutien par le ralliement physique autour du Capitole de l'État du Texas, et par le ralliement virtuel sur les réseaux sociaux.

## Idéologie
La quatrième vague se concentre sur le harcèlement sexuel (dans la rue par exemple), la discrimination au travail, le body shaming, la représentation sexiste de l'imaginaire de la femme dans les médias, la misogynie en ligne, les agressions dans les transports publics puis sur l'appui sur les médias sociaux pour la communication et l'organisation en ligne. Les événements et les organisations qui en naissent incluent le Everyday Sexism Project, le UK Feminista, le mouvement Reclaim the Night, le One Billion Rising, et la campagne protestataire Lose the Lads' Mags.
Les livres associés avec la nouvelle vague féministe incluent l'essai Men Explain Things to Me (2014) de Rebecca Solnit (qui donne naissance au terme mansplaining), The Vagenda (2014) par Rhiannon Lucy Cosslett et Holly Baxter, Sex Object : A Memoir (2016) par Jessica Valenti, Everyday Sexism (2016) par Laura Bates et La Révolution féministe (2019) d'Aurore Koechlin. Le livre de Cosslett et Baxter vise la démystification des stéréotypes de la féminité promu par les courants dominants de la presse. Bates, une écrivaine féministe britannique, créé parallèlement le Everyday Sexism Project le 16 avril 2012, un forum en ligne où les femmes peuvent publier leurs expériences quotidiennes de harcèlement.

## Utilisation des mot-dièses
Le mouvement étant très ancré sur les réseaux sociaux de nombreux mot-dièses apparaissent pour désigner différents ralliements virtuels :
- #MeToo, #BalanceTonPorc en France, #MoiAussi au Québec[14], #WoYeShi en chinois[15] pour dénoncer publiquement les agressions sexuelles à travers les réseaux sociaux ;
- #YesAllWomen en 2014 la tuerie d'Isla Vista ;
- #StandWithWendy en 2013 afin d'empêcher une loi sur l'avortement au Texas ;
- #Askhermore pour protester contre les questions souvent sexistes adressées aux célébrités femmes, toujours via Twitter[16] ;
- #BeenRapedNeverReported en réponse aux allégations d'agressions sexuelles contre Jian Ghomeshi au Canada ;
- #ShoutYourAbortion, #ilooklikeanengineer, #MosqueMeToo, #WomensMarch, #bringbackourgirls, #NotYourAsianSidekick, #SolidarityIsForWhiteWomen, #GirlGaze[17]...

En décembre 2017, le magazine Time choisit plusieurs personnalités de femmes activistes impliquées dans le mouvement #MeToo mouvement, surnommées les « silence breakers »,, comme personnalité de l'année.

## Critique
Une critique envers la quatrième vague féministe est sa dépendance à la technologie. Comme Ragna Rök Jóns le soutient dans le Bluestockings Magazine en 2013, le problème majeur est celui d'un accès limité et limitant qui exige la propriété d'appareils donnant cet accès aux médias numériques ("[t]he key problem that this '4th Wave' will face will be the disproportionate access to and ownership of digital media devices"). La quatrième vague engendre en ce sens certaines exclusions, avec "le classisme et le capacitisme inhérents" à la création d'espace de visibilité pour ceux qui peuvent se permettre l'utilisation de la technologie.
Une autre lacune que font valoir les critiques de cette quatrième vague est que les activistes sur Twitter ne sentent pas le besoin de faire autre chose, de participer autrement à l'effort militant. Dans un article pour Newuniversity.org, Alex Guardado fait valoir qu'après avoir contribué avec leur propre opinion, les gens ne font que continuer leurs activités quotidiennes, soit d'aimer d'autres publications ou de les retweeter. Certains peuvent se concevoir comme des militants sans jamais prendre la peine de participer à un seul rallye ou d'étendre leur message au-delà de leur réseau de Twitter.
Jennifer Simpkins[Qui ?] du Huffington Post avance en 2014 une critique selon laquelle la quatrième vague féministe aurait finalement créé une atmosphère compétitive et hostile, proposant une comparaison avec le film Mean Girls, dans laquelle les femmes tendraient à s'attaquer entre elles plutôt qu'à s'unir.

## Chronologie
| Date              | Évènement | Source |
| ----------------- | --- | ------ |
| 16 avril 2012     | Laura Bates crée le Everyday Sexism Project pour permettre aux femmes de partager leurs expériences.                                                                                                  | ,      |
| août 2012         | Lucy-Anne Holmes lance le projet No More Page 3 pour mettre fin à la publication d'images de femmes aux seins nus dans The Sun au Royaume-Uni.                                                        |        |
| septembre 2012    | Eve Ensler fonde le One Billion Rising pour mettre fin aux violences sexuelles contre les femmes. | [ 6 ]  |
| septembre 2012    | Des allégations mènent au scandale autour de Jimmy Savile. | [ 1 ]  |
| octobre 2012      | Alissa Quart crée la notion de "hipster sexism", le sexisme de tous les jours ou le sexisme ironique.                                                                                                 | [ 24 ] |
| 16 décembre 2012  | Le viol collectif de New Delhi donne lieu à des manifestations en Inde et engendre un outrage global, mondial.                                                                                        |        |
| février 2013      | Cao Ju (pseudonyme) est la première femme à mener en cour une poursuite de discrimination basée sur le sexe en Chine. Elle gagne 30,000 yuan et reçoit des excuses de la part de l'Académie Juren.    | [ 25 ] |
| 7 mars 2013       | Anita Sarkeesian lance la série Tropes vs. Women in Video Games sur Youtube. |        |
| décembre 2013     | Le livre All the Rebel Women: The Rise of the Fourth Wave of Feminism de Kira Cochrane est publié. | [ 26 ] |
| 2014              | Le mouvement Free the Nipple défend le droit des femmes de montrer leurs seins en public. |        |
| 22 janvier 2014   | Le président américain Barack Obama met sur pied la White House Task Force to Protect Students from Sexual Assault.                                                                                   |        |
| avril 2014        | Rashida Manjoo, le Special Rapporteur on Violence Against Women de l'Organisation des Nations unies, critique ouvertement la culture sexiste du Royaume-Uni qui donne l'impression d'un "boys' club". |        |
| 24 mai 2014       | Le mot-clic #YesAllWomen fait son apparition en réaction à la tuerie d'Isla Vista. | [ 27 ] |
| août 2014         | La controverse du Gamergate commence, ce qui mène au harcèlement sexuel de femmes développant des jeux vidéos et à une condamnation générale de la misogynie du milieu.                               |        |
| 14 septembre 2014 | Une diplômée de l'Université de Miami dénonce Colin McGinn pour harcèlement sexuel, ce qui déclenche un débat autour des violences sexuelles dans le milieu académique et universitaire.              |        |
| 20 septembre 2014 | Emma Watson lance la campagne HeForShe à l'Organisation des Nations unies. |        |
| septembre 2014    | Emma Sulkowicz commence Mattress Performance (Carry That Weight) pour dénoncer les agressions sexuelles sur les campus universitaires.                                                                |        |
| 27 octobre 2014   | Lancement de la vidéo 10 Hours of Walking in NYC as a Woman. | [ 5 ]  |
| 31 octobre 2014   | Le mot-clic #BeenRapedNeverReported est employé plus d'un million de fois en réponse aux allégations d'agressions sexuelles contre Jian Ghomeshi au Canada.                                           |        |
| octobre 2014      | Kristina Lunz crée Stop Bild Sexism pour empêcher le journal allemand Bild d'objectifier les femmes.                                                                                                  | [ 4 ]  |
| novembre 2014     | Une première femme dénonce Bill Cosby. | [ 28 ] |
| 23 décembre 2014  | Le magazine Time écrit que l'année 2014 est probablement la plus importante pour les femmes ("may have been the best year for women since the dawn of time").                                         | [ 29 ] |
| décembre 2014     | La bande-dessinée Priya's Shakti présente une fille indienne victime d'un viol collectif. |        |
| 22 septembre 2015 | Lancement du blogue "Breasts Are Healthy", to assist women to appear in public bare-chested without police interference.                                                                              | [ 30 ] |
| 1er février 2016  | Début du procès de Jian Ghomeshi à Toronto. | [ 28 ] |
| 21 janvier 2017   | La Marche des femmes 2017 a lieu pour promouvoir les droits des femmes et pour protester contre l'investiture de Donald Trump.                                                                        | [ 31 ] |
| 5 octobre 2017    | Les premières allégations d'agressions sexuelles par Harvey Weinstein sont rapportées dans The New York Times.                                                                                        |        |
| 10 octobre 2017   | La campagne #MeToo, dont le nom est basé sur un slogan créé en 2007 par Tarana Burke, est lancée en réponse à l'affaire Weinstein.                                                                    | ,      |
| 30 octobre 2017   | Les scandales sexuels de Westminster apparaissent sur le blogue Guido Fawkes. |        |
| 6 décembre 2017   | Le magazine Time nomme la campagne #MeToo et les "silence breakers" comme Personnalité de l'année. | [ 18 ] |
| 1er janvier 2018  | Time's Up, un mouvement contre les violences sexuelles, est fondé par des célébrités hollywoodiennes dans la foulée de l'effet Weinstein et du mouvement #MeToo.                                      |        |